# Rakaia crypta
Rakaia crypta is een hooiwagen uit de familie Pettalidae.